# 淮南广播电视台
淮南市广播电视台是中华人民共和国安徽省淮南市的一家广播电视播出机构。也是中共淮南市委、淮南市人民政府的喉舌。其分别前身为淮南人民广播电台、淮南电视台，两台于2009年12月31日成立淮南市广播电视台。

## 历史沿革
淮南人民广播电台的前身为淮南煤矿职工广播电台，经中央新闻总署广播事业局批准，于1950年5月1日正式开播，这是中华人民共和国建立后安徽省第一家开播的广播电台。1951年4月10日，淮南煤矿职工广播站改名为淮南人民广播电台。
1952年6月1日，安徽人民广播电台开播，淮南人民广播电台于1953年6月19日奉命停播。1960年2月，淮南人民广播电台重新筹建，并于1960年3月29日正式播音。1964年7月28日，安徽省人民委员会决定关闭淮南人民广播电台，直到1983年12月12日才恢复播音。
2023年4月，淮南市级新闻客户端“观淮”宣布上线。

## 旗下資產

### 電視服務
| 頻道名稱 | 语言   | 广播格式                    | 啟播時間 | 频道前身 | 備註                                                   | 備註 |
| 综合频道 | 普通話 | SD: PAL 576i 16:9 HD：1080i |          |          | 淮南市第一條電視頻道，現時以新聞、時事、專題類節目為主 |      |

### 停播频道
- 民生频道，前身为淮南电视台公共频道，2022年转型为文化生活类频道。2024年1月25日起停播。

### 廣播服務
| 頻道名稱 | 语言   | 频道频率 | 啟播時間 | 频道前身 | 備註                                                         |
| 综合广播 | 普通話 |          |          |          | 以新聞為主，集新聞性、公益性、服務性、監督性為一體的綜合頻率 |
| 交通广播 | 普通話 |          |          |          | 主要為駕車人士服務的頻率，提供路況播報及服務類節目           |

### 停播频率
- 音乐故事广播（FM 104.9 MHz)，2010年5月1日开播，次年5月1日实现全天候播出。节目以音乐和有声故事为主，曾于2019年初组建童声合唱团。2025年1月25日起停播。